# Tiraspol
Tiraspol (moldavsky Tiraspol / Тираспол; rusky a ukrajinsky Тирасполь) je město v jihovýchodním Moldavsku na řece Dněstr. Tiraspol je hlavním městem Podněsterské moldavské republiky, která však není mezinárodně uznávána. Ve městě žije přibližně 134 tisíc obyvatel.

## Dějiny
Moderní Tiraspol byl založen roku 1792 ruským vojevůdcem a knížetem Alexandrem Suvorovem, po vytlačení Turků z Besarábie v šesté rusko-turecké válce. Název byl utvořen z řeckých slov Tyras (starověký název pro řeku Dněstr) a polis, město. V letech 1929–1940 bylo do Tiraspolu přeneseno hlavní město Moldavské ASSR, autonomního celku v rámci Ukrajinské SSR, sídlícího od svého vzniku roku 1924 v Baltě. V roce 1940 obsadil Besarábii Sovětský svaz, ale od srpna 1941 do dubna 1944 byla opět okupována fašistickým Rumunskem. Poté se město stalo natrvalo součástí Moldavské SSR až do roku 1990, kdy zde byla vyhlášena neuznaná nezávislost Podněstří.
Tvář města, které je tvořeno především bloky panelových sídlišť a reprezentativními budovami v sovětském stylu, se od dob SSSR téměř nezměnila. Město leží na důležité silniční a železniční spojnici Oděsa–Kišiněv. Kvůli problémům s celníky a nevstřícnosti podněsterských úřadů byla však v březnu 2007 osobní železniční doprava zastavena a některé z autobusových spojů byly přesměrovány přes město Căușeni, aby se vyhnuly podněsterskému území.
Po Rusko-gruzínském konfliktu roku 2008 uzavřel Tiraspol, hlavní město neuznaného státu, partnerství s městy Suchumi a Cchinvali, sídly dalších mezinárodně neuznávaných států podporovaných Ruskem.

### Židé a antisemitismus
Tiraspol měl význačnou židovskou komunitu (29 % v roce 1926), která se mnohokrát stala předmětem antisemitských útoků. Ty se znovu objevily v roce 2001 a 2004, kdy bylo poničeno 70 náhrobků na židovském hřbitově (místní úřady odmítly podílet se na nápravě škod) a posléze spáchán pokus podpálit místní synagogu.

## Sport
- FC Šeriff Tiraspol – fotbalový klub
- FC Tiraspol – fotbalový klub

## Partnerská města
- Cchinvali, Jižní Osetie
- Kaluga, Rusko
- Severodvinsk, Rusko (2003)
- Suchumi, Abcházie
- Trondheim, Norsko

## Galerie

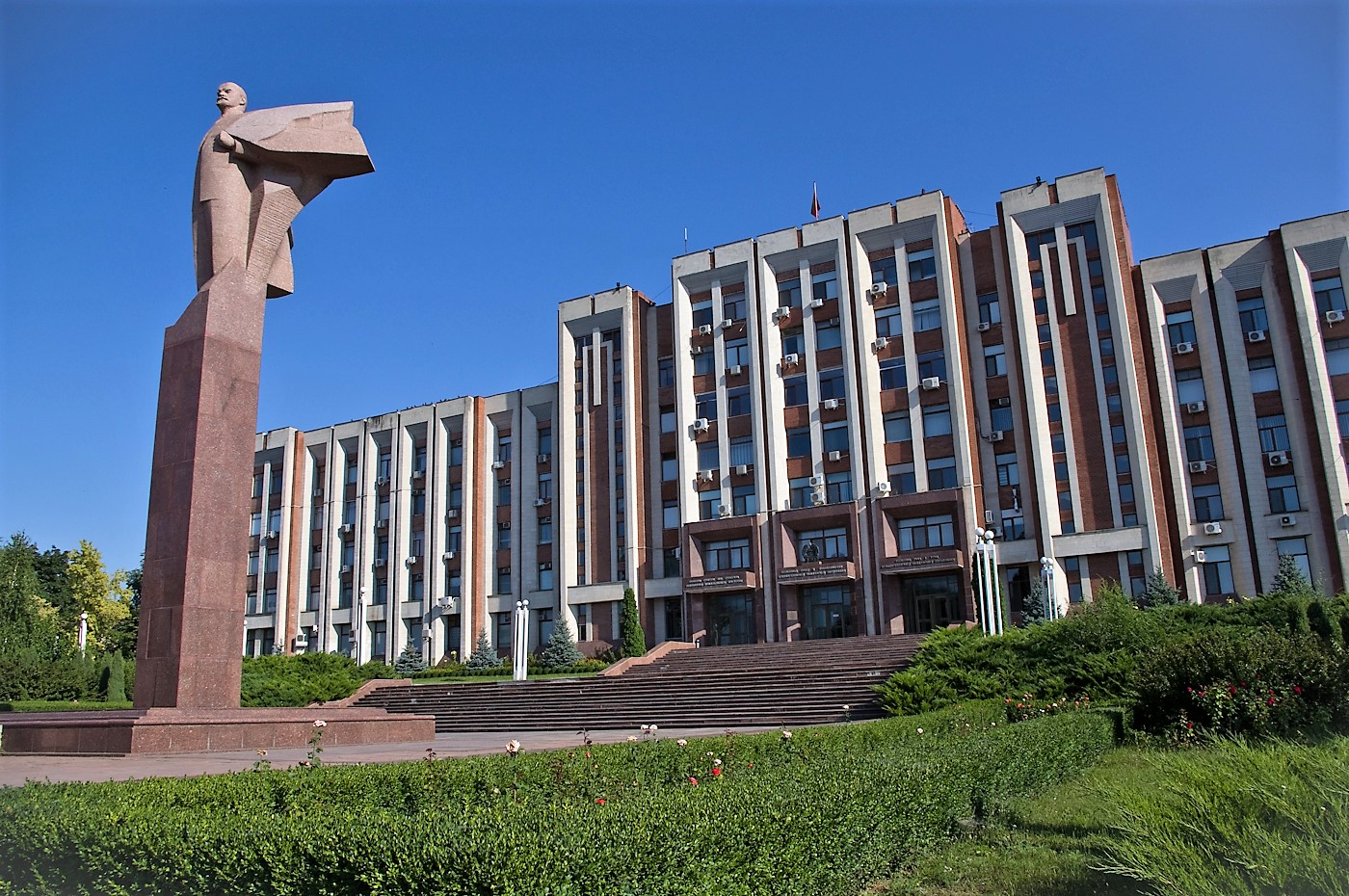
Sídlo podněsterského Nejvyššího sovětu
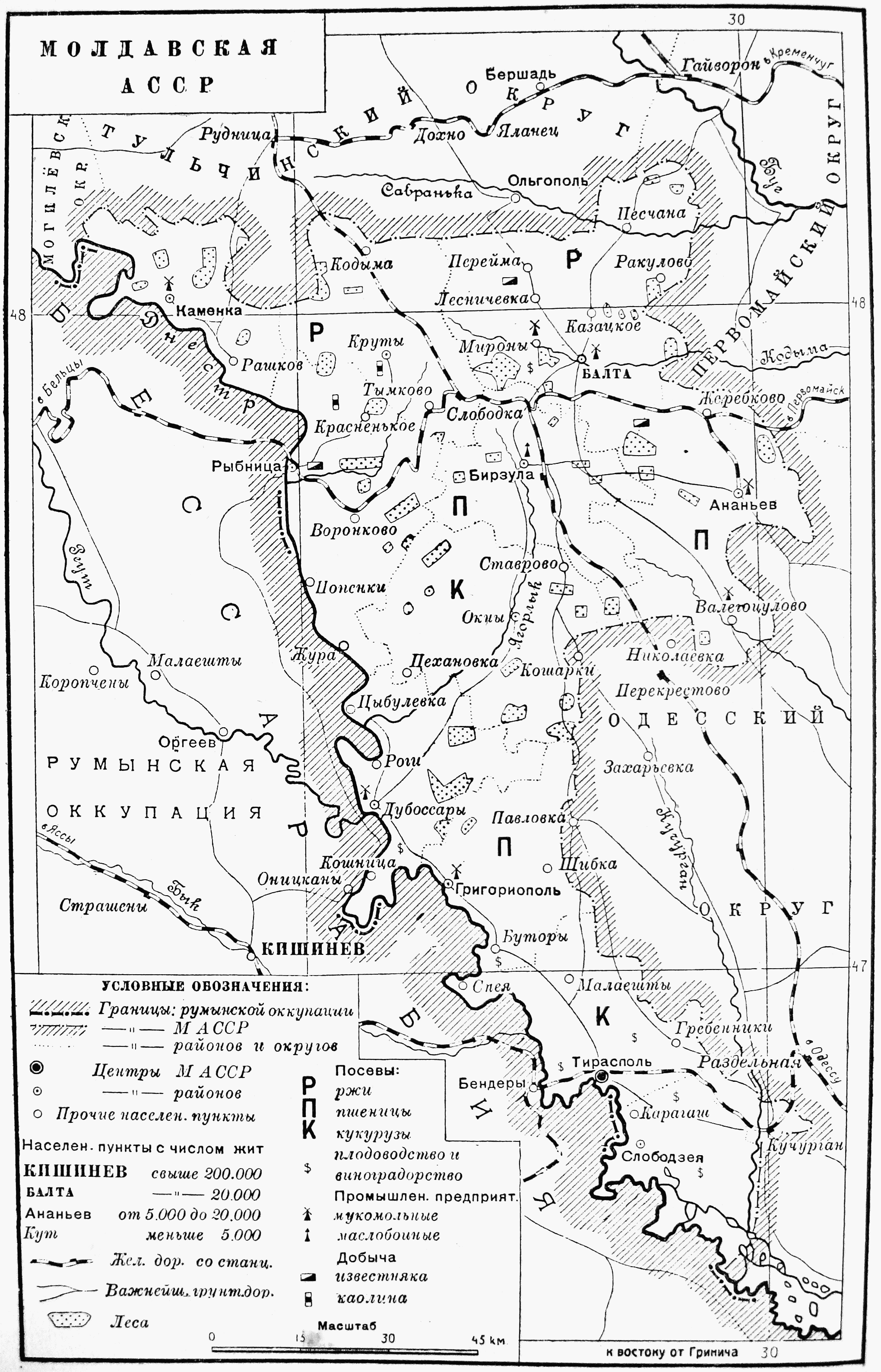
Mapa Moldavské autonomní SSR se sídlem v Tiraspolu (1929–1940)
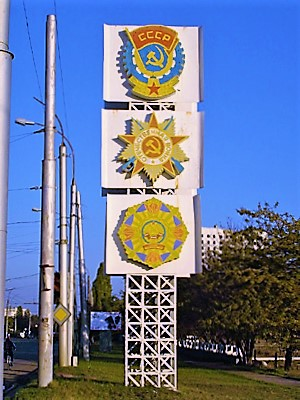
Přežitky socialismu v Tiraspolu